# Sparganium gramineum
Sparganium gramineum là một loài thực vật có hoa trong họ Typhaceae. Loài này được Georgi miêu tả khoa học đầu tiên năm 1775.

## Hình ảnh

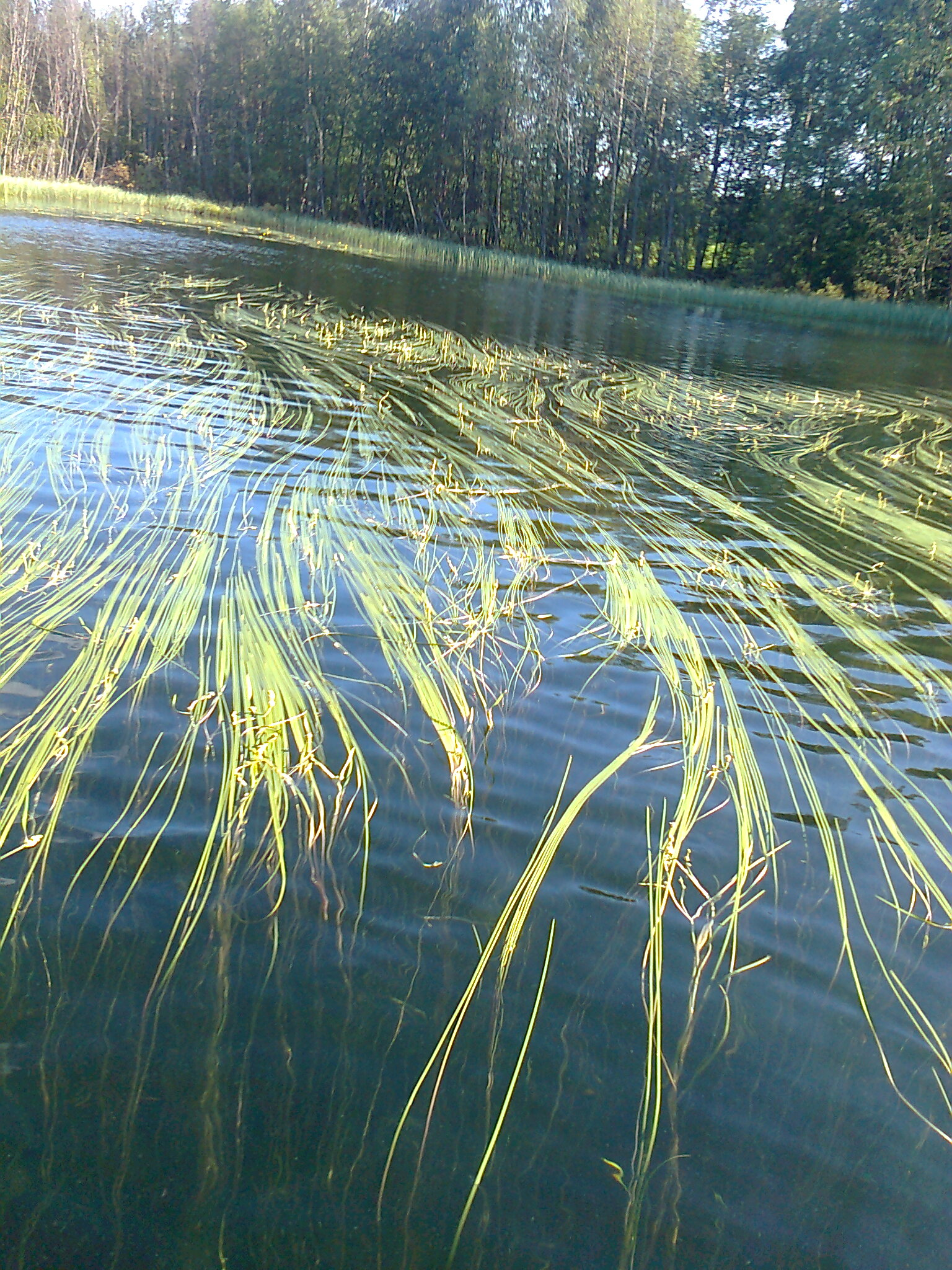
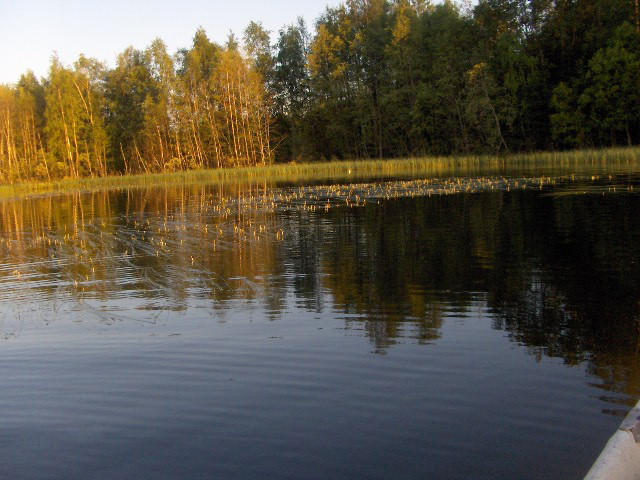